# Travelin' Band
Singles de Creedence Clearwater Revival
Down on the Corner / Fortunate Son
(1969) Up Around the Bend / Run Through the Jungle
(1970)
Pistes de Cosmo's Factory
Before You Accuse Me Ooby Dooby
Travelin' Band est une chanson du groupe de rock 'n' roll américain Creedence Clearwater Revival écrite et composée par John Fogerty, sortie en 45 tours en janvier 1970 avec en face B le titre Who'll Stop the Rain. Les deux chansons sont incluses sur le cinquième album du groupe, Cosmo's Factory, qui paraît en août 1970.
Le single se classe 2e aux États-Unis. En Belgique, il atteint la première place de l'Ultratop 50 Singles Flandre. Aux Pays-Bas le single arrive en tête du Nederlandse Top 40 et du Single Top 100 avec cependant dans ce dernier classement Who'll Stop the Rain en titre vedette sur la face A.

## Caractéristiques
Elle est rapidement devenue une des chansons caractéristiques du style du groupe, en alliant un rock 'n' roll très énergique et la voix éraillée de John Fogerty. On peut noter la présence d'un saxophone dès les premières mesures de la chanson. Cet instrument sera à nouveau utilisé pour Long As I Can See the Light.
D'un tempo assez soutenu, et d'une grande énergie, le morceau alterne entre partie vocale puissantes de John Fogerty roulement de caisse claire de Doug Clifford relançant le rythme, et un court et rapide chorus de guitare.
La chanson parle de la vie trépidante du groupe lors des tournées.

## Classements hebdomadaires
| Classement (1970)                       | Meilleure place |
| --------------------------------------- | --------------- |
| Allemagne (Media Control AG)            | 4               |
| Australie (ARIA)                        | 4               |
| Autriche (Ö3 Austria Top 40)            | 8               |
| Belgique (Flandre Ultratop 50 Singles)  | 1               |
| Belgique (Wallonie Ultratop 50 Singles) | 3               |
| Canada (RPM 100 Singles)                | 4               |
| États-Unis (Billboard Hot 100)          | 2               |
| France (SNEP)                           | 6               |
| France (SNEP)                           | 20              |
| Irlande (IRMA)                          | 8               |
| Norvège (VG-lista)                      | 4               |
| Pays-Bas (Nederlandse Top 40)           | 1               |
| Royaume-Uni (UK Singles Chart)          | 8               |
| Suisse (Schweizer Hitparade)            | 4               |

## Certifications
| Pays              | Certification | Date       | Unités certifiées |
| États-Unis (RIAA) | Or            | 10/06/2025 | 500 000           |